# Maiorești, Mureș
Maiorești (Huduc în trecut) este un sat în comuna Rușii-Munți din județul Mureș, Transilvania, România. Se află pe Valea Mureșului, Toplița și Reghin, nu departe de locul în care Mureșul iese din Defileul Deda - Toplița. Până în anul 1920 satul a fost numit Huduc, nume împrumutat de la pârâul Huduc, pârâu care izvorăște de pe colinele care împrejmuiesc satul, traversează satul și se unește cu râul Mureș.

## Istoric

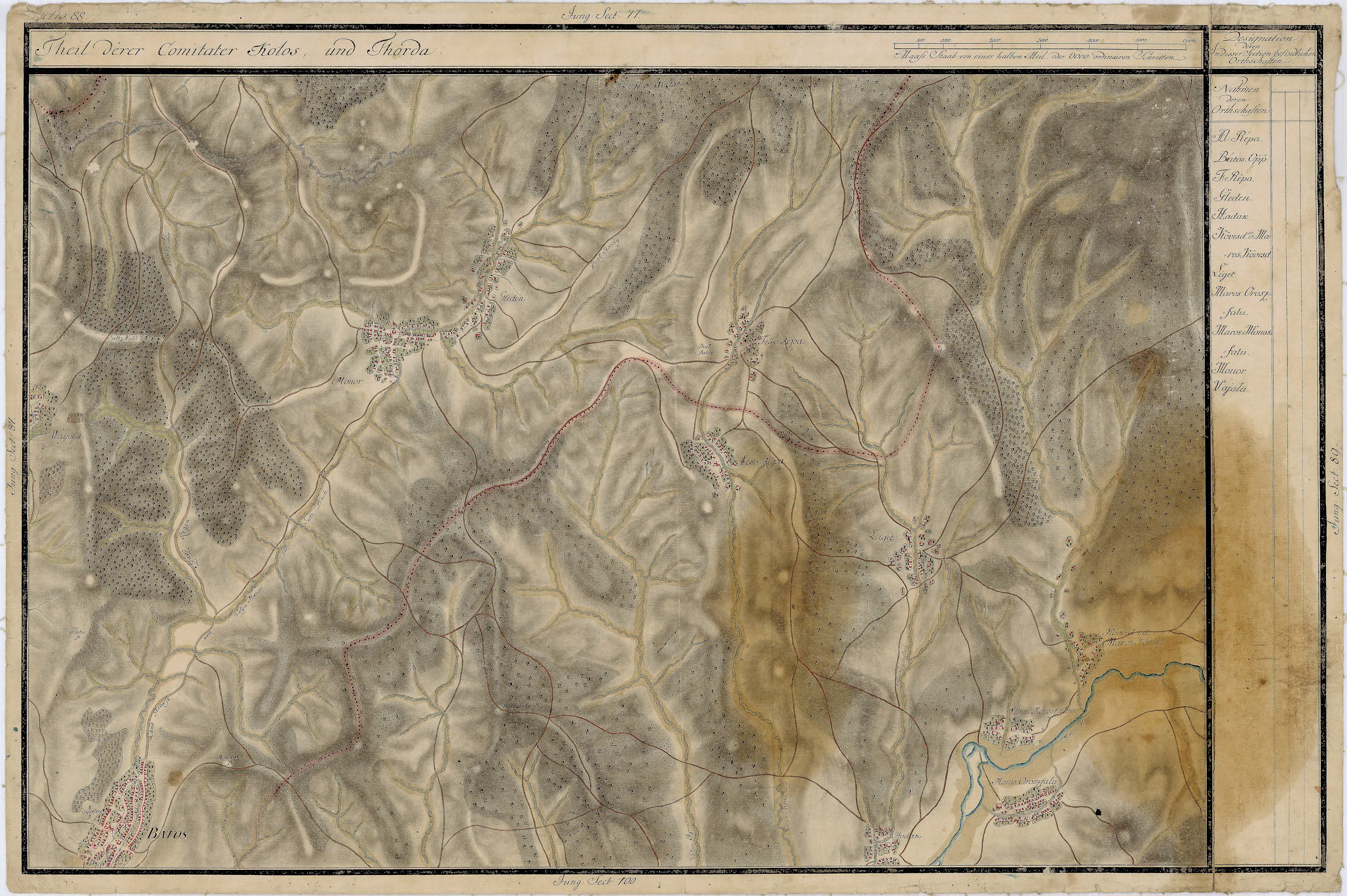
Maiorești în Harta Iosefină a Transilvaniei, 1769-1773

Deși este atestat documentar în 1461, Maioreștiul are o istorie mult mai veche, mărturie stând urmele de civilizație descoperite de-a lungul timpului prin săpături arheologice. Au fost scoase la iveală unele substrucții de ziduri, țigle romane și elemente ceramice pentru paviment în formă de 8, dovedind că pe cuprinsul localității au existat așezări rurale din Dacia romană intracarpatică.
Denumirea satului provine se pare de la un drum. De fapt e vorba de o ulita ingusta formata pe vremea castrului roman de la Brancovenesti, unde "se inglobeaza mai multe asezari rurale" si unde niste "urme de zidarii si diferite obiecte de factura romana, culese din punctul *Elovar* (situat la Maioresti jud. Mures) ar indica acolo numai un turn roman de paza."Deci "numele satului deriva de la drumul roman", insa in denumirea lui slava.
"Deci fiind aici un turn de paza avansata a castrului de la Brancovenesti, e aproape sigur ca in jurul lui, a luat fiinta satul sau asezarea umana compacta, care avea incredere si siguranta in turnul de paza,iar locuitorii linistiti isi puteau vedea de indeletnicirea lor care a fost pastoritul sau agricultura, facuta in lunca Muresului, teren atat de fertil si producator de cereale."
Se pare ca turnul respectiv a fost asezat in capul dealului ( unde e astazi cimitirul) fiindca acolo "vizibilitatea era exceptionala si isi atingea scopul pentru care a fost zidit,putand cu usurinta sa fie anuntati cei din castrul Brancovenestiului,despre aparitia inamicului." Satul apare atestat in 1461,insa "turnurile de aparare romana au fost pana la anul 271 era noastra, deci s-ar putea ca satul sa dateze de atunci ca asezare romana".
În anul 1760 a fost construită prima biserică a satului și a fost pictată de zugravul Ion Doinaru. Biserica construită din lemn a fost sfințită în 15 mai 1761 de către episcopul ortodox Sofronie Chirilovici de la Rășinari, parohia fiind înființată abia în 1828. La câțiva ani distanță de la sfințirea bisericii, prin intermediul preotului Ioan Maior, populația în totalitate ortodoxă, a fost convertită la greco-catolicism, păstrându-și această confesiunea până în anul 1948. Un alt preot care a slujit în această perioadă în biserica din sat a fost Elisie Maior (182-1869).
În anul 1733 Inochentie Micu Klein, într-o conscripție a vremii, printre altele sunt menționate și cele 4 sate care formează și astăzi comuna Rușii-Munți. Maioreștiul, atunci Huduc, transcris de către Inochentie Micu Huducs este descris ca o comunitatea formată din 20 familii fără un preot unit. Între anii 1760-1762, conform altei conscripții, Huducul numără 19 familii. În următorii ani satul cunoaște o oarecare dezvoltare care are drept consecință o creștere a sporului demografic, astfel că în 1805 satul este format din 53 de familii. 
Între anii 1815-1817 pe fondul unei sărăcii și a foametei crâncene generalizate, populația Transilvaniei se confruntă cu o epidemie de holeră care afectează o mare parte locuitorilor Ardealului, inclusiv populația Maioreștiului. Din dorința de a reduce efectele epidemiei, ulițele satului au fost acoperite cu spini, pentru a-i împiedica pe cei bolnavi să intre în contact cu cei sănătoși. O parte din locuitorii satului se refugiază într-o pădure din apropiere, pădurea Rogina, până la dispariția epidemiei.
Locuitorii satului Maiorești, iobagi, ca și ceilalți locuitori ai satelor învecinate se aflau sub stăpânirea baronilor de la Brâncovenești. Datorită muncilor grele la care erau supuși, precum și dărilor împovărătoare, mulți din locuitorii satului s-au refugiat în Moldova. Mai târziu, în 1848, oamenii boronului l-au obligat și pe preotul satului, N. Handrea să  ia calea Moldovei. Datorită aceluiași tratament din partea baronului, alți locuitori ai satului au ales calea haiduciei. Cel mai cunoscut dintre aceștia a fost Pavel Handrea. Acesta, precum Pintea Viteazul, și-a format o ceată de 12 flăcăi, împreună făcându-și veacul haiducind în împrejurimile Topliței, având ca și cartier general stâncile de la Ciobotani. După o îndelungă haiducie, în care au jefuit trăsurile bogaților care se îndreptau spre Borsec, în cele din urmă și aceștia au fost obligați să se refugieze în Moldova. 

### Perioada revoluției de la 1848
Ideile revoluționare europene din jumătatea secolului al XIX își găsesc ecoul în Ardeal și în satul Huduc. Locuitorii Huducului și a satelor învecinate, Rușii Munți și Morăreni, înfierbântați de spiritul Revoluției de la 1848, participă la Adunarea revoluționară de la Măierău (astăzi Aluniș). Adunarea a avut loc în data de 29 iunie 1848 și a fost organizată de preotul Ștefan Branea - unul din participanții la Adunarea de la Blaj din 3/15 mai 1848. Locuitorii celor 3 i-au avut în frunte pe preoții Chiril Dumbravă și George Sava.
Cel mai de seamă revoluționar al Revoluției din 1848, pe care l-a dat Huducul a fost tribunul Ioan Maier. Acesta a fost unul din cei mai apropiați colaboratori ai revoluționarului, Constantin Romanu Vivu, în 1848 prefect al Legiunii a XII-a a Mureșului de Sus. Ioan Maier a fost alături de prefectul mureșan până în momentul în care legiunile acestuia din urmă au fost lichidate.
Represaliile la adresa românilor participanți la revoluție nu s-au lăsat mult așteptate. În data de 22 februarie 1849 unitățile nobilimii maghiare au pornit din Aluniș îndreptându-se spre satele din apropiere. Conform cronicarului vremii, Ștefan Branea,, armatele ungurești au atacat satele Rușii Munți, Morăreni, Maiorești și Dumbrava, omorând orice locuitor întâlnit în cale. Numărul exact al victemelor nu este cunoscut până în prezent. Speriați de crimele înfăptuite de armatele ungurești, dar și de jaful general al militarilor, populația celor 4 sate s-a refugiat prin pădurile din împrejurimi. În ziua următoare represiunile și crimele împotriva populației românești au continuat. Populația ascunsă în pădurile de pe Valea Fiscăului a fost măcelărită. Conform cronicarului Ștefan Branea în fiecare tufă se afla un om mort împușcat. Pe 24 februarie un număr de 24 de ruseni, morăreni, dumbrăveni au fost împușcați și măcelăriți, corpurile acestora fiind aruncate în balta Zălăuașului de lângă Aluniș. 
După revoluția din 1848, în 1854, situația socială și economică a huducenilor s-a schimbat, participanții la revoluție fiind împroprietăriți. Locuitorii satului au primit pământuri, păduri și li s-a acordat și drepturi de pășunat, toate acestea în baza calității de participant la revoluție sau de urmaș al unui revoluționar. În Maiorești calitatea de participant la revoluție a fost respectată cu sfințenie, fiind de multe ori asimilată precum o normă juridică. 
Revoluția a adus schimbări pozitive pentru populația Maioreștiului și în plan cultural. Conform unui document din 1865, publicat de Șerban Polverejan, aflăm că în această perioadă în sat era deja înființată o școală românească pentru clasele I-IV. Din același document aflăm și numele învățătorului din acea perioadă, Vasilie Maier.
Un alt nume care a contribuit la dezvoltarea culturală a Maioreștiului este și preotul satului, Vlase. Harnicul folclorist, născut la Blaj, preotul Vlase, a adunat un material folcloristic bogat, o parte din aceasta înmânând-o profesorului Ioan Micu Moldovan. Colecția acestuia din urmă, împreună cu colecția preotului Vlase a fost tipărită în 1885 de Andrei Bîrseanu și Ioan Urban Jarnic - sub numele Doine și strigături din Ardeal. O altă parte a manuscriselor preotului Vlase, aflate în custodia lui Ioan Micu Moldovan, au fost publicate de profesorul Traian Gherman între anii 1926-1927 în revista Comoara satelor.

### Perioada Marii Uniri
În perioada care a precedat formarea României Mari au fost înființate consilii și gărzi naționale, cu ajutorul cărora a fost înlăturată administrația locală austro-ungară. La 22 noiembrie 1918 la Maiorești a fost înființat Consiliul, preotul Nicolae Petruțiu - preotul satului fiind ales președinte, iar învățătorul Laurian Maier fiind ales comandantul gărzii. Doi din locuitorii Maioreștiului, George Panga și Ștefan Precup, au fost aleși membri supleanți ai Consiliului Național Român din cercul Reghinului.
Fiorul patriotic se redeșteaptă în sufletele huducenilor și în preajma Marii Uniri. Huducul, reprezentând și Morăreniul, a trimis 3 oameni la adunarea de la Alba Iulia: învățătorul satului Laurian Maier și țăranii satului George Panga și Ștefan Precup. 
După înfăptuierea Unirii, țăranii Maioreștiului alături de locuitorii celorlalte sate au participat într-un număr mare la manifestația de la Deda, organizată în întâmpinarea Armatelor Române.

### Perioada interbelică

Maioreşti - Monumentul comemorativ ridicat spre cinstirea celor căzuţi în apărarea cauzei naţionale. În spate se poate observa clădirea căminului cultural

Între cele două războaie mondiale satul cunoaște prefaceri semnificative atât din punct de vedere economic și social, dar mai ales din perspectiva vieții culturale. Cu ajutorul Asociațiunii pentru literatură română și cultura poporului român în 22 aprilie 1923   a fost înființată în sat o bibliotecă. Au fost pornite diferite campanii de promovare și de susținere a culturii române, la care luau parte alături de localnici învățători, preoți din satele învecinate. În satele din zonă au fost organizate unități de Șoimi ai Carpaților, care aveau menirea să cultive portul, obiceiurile și jocul popular național. Huducul întotdeauna s-a înflat în fruntea organizării unor astfel de activități.
Învățătorul Iustin Handrea (1906-1972), născut în Huduc, a fost unul din cei mai mari susținători ai promovării culturii românești în rândul maselor. De-a lungul vieții sale a făcut eforturi uriașe pentru ridicarea culturală-socială și economică a satului natal, precum și pentru scoaterea la lumină a comorilor și potențialului cultural din Huduc. Cele mai mari realiyări ale sale sunt legate de înființarea unui cămin cultural local (membri acestuia fiind toți locuitorii satului), un monument ridicat în cinstea eroilor români căzuți în apărarea identiții naționale. Același învățător a pornit și o campanie pentru dezvoltarea ramurilor agricole, în aces sens pornind acțiuni concrete în intensificarea culturii legumelor, în extinderea pomiculturii, în selecționarea semințelor de cereale, îmbunătățirea activității de creștere a vitelor.
Pe plan cultural, învățătorul a înființat în cadrul Asociațiunii pentru literatură română și cultura poporului român o secție a Șoimilor Carpaților, pentru promovarea portului și dansurilor populare. Cu această organizație a cutreierat satele din împrejur la mai multe întâlniri cu caracter patriotic. În anul 1936, Handrea, din însărcinarea Despărțământului Astrei, a condus echipa de călușeri a comunei Săcalul de Câmpie la un mare congres de etnografie, desfășurat la Hamburg.

### Cedarea Ardealului
După Dictatul de la Viena din 1940 vitregirea învățământului românesc din Transilvania a atins și localitățile de pe Valea Mureșului, situația fiind asemănătoare în mai toate satele de pe suprafața Ardealului. Conform unor statistici, până la 30 august 1940, în nord-estul Transilvaniei existau 1966 de școli primare de stat și 4692 învățători. După Dictatul din 30 august din cei 4692, 3982 au fost obligați să-și părăsească casele și să se refugieze.  Între 1940-1941, în Maiorești și în localitățile din împrejurimi, mii de copii români au fost obligați să învețe în școli în care corpul profesoral era format din profesori unguri. Conform statisticilor, Huducul (denumirea veche a Maioreștiului), avea 50 de elevi români și un singur profesor ungur.

## Locașuri de cult

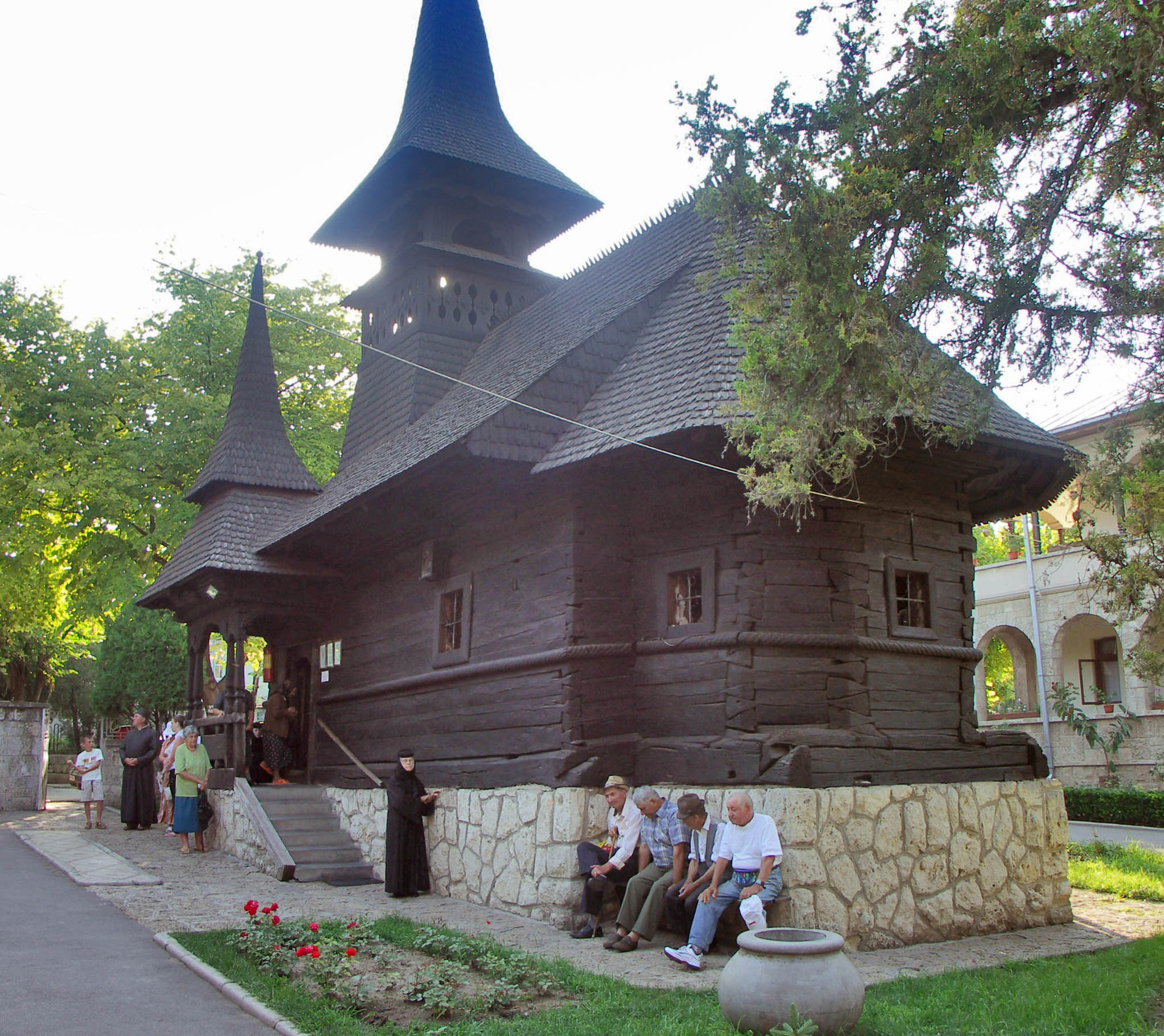
Fosta biserică de lemn din Maioreşti, acum mutată în incinta Mănăstirii Sf. Maria din Techirghiol, județul Constanța

Maioreşti - Biserica din piatră

Biserica construită în 1760 a funcționat ca lăcaș de cult pentru credincioșii satului până în anul 1935. În 1931, în timpul unei călătorii prin zonă, biserica îi atrage atenția lui Carol al II-lea, impresionându-l prin originalitatea și arhitectura arhaică a construcției. Ca urmare a dorinței regelui de a avea această biserică pe domeniul său de la Sinaia, Guvernul hotărăște în 1935 să strămute biserica în parcul reședinței regale de la Sinaia. Locuitorilor satului li se oferă despăgubiri pentru a-și putea reclădi o altă biserică. Noua biserică a fost construită din piatră și a fost ridicată pe locul celei vechi.
Preoți
- în jurul anului 1863 - a slujit preotul Vlase
- până în anul 1848 - N. Handrea
- Nicolae Petruțiu (1918)
- dupa cedarea Ardealului de Nord si pana in 1948 cand cultul greco-catolic a fost desfiintat - a slujit preotul Beniamin Ioan Maior,nascut in Maioresti la data de 28 aprilie 1908

## Personalități
- Tit Liviu Chinezu (n. 1904 - d. 1955) - episcop
- Iustin Handrea (n. 1905 - d. 1973)
- George Panga (1885 - 1931), deputat în Marea Adunare Națională de la Alba Iulia 1918
- Constantin Precup (1886 - 1961), deputat în Marea Adunare Națională de la Alba Iulia 1918